# 호나이촌 (니가타현 미나미칸바라군)
호나이촌(保内村)은 니가타현 미나미칸바라군에 설치되었던 촌이다.